# Ormetica pratti
Ormetica pratti là một loài bướm đêm thuộc phân họ Arctiinae, họ Erebidae.